# Andrew Setefano
Andrew Setefano (ur. 10 sierpnia 1987) – samoański piłkarz występujący na pozycji obrońcy. W 2012 roku wziął udział w Pucharze Narodów Oceanii. Został powołany także na Puchar Narodów Oceanii 2024.